# Подхоз (Алтайский край)
Подхо́з ― посёлок в составе Колыванского сельсовета. Курьинский район, Алтайский край.

## География
Село Подхоз находится на реке Белая, (притока реки Локтевки). Расстояние до областного центра Курья ― 34 км, до города Барнаул ― 241 км.
Ближайшие населённые пункты
Колывань 3 км, Им. 8 Марта 7 км, Сидоровка 8 км, Каменка 11 км, Рудовозово 11 км, Казанцево 12 км, Ручьёво 15 км, Подпалатцы 16 км, Бугрышиха 18 км.
Уличная сеть
На сегодняшний день в когда-то довольно большом поселке сохранились две улицы: Западная и Центральная.

## История
Село основано в 1924 году. История образования села связана, вероятно, с образованием колхозов и совхозов в первые годы советской власти.

## Население
| 1997 | 1998 | 1999 | 2000 | 2001 | 2002 | 2003 |
| ---- | ---- | ---- | ---- | ---- | ---- | ---- |
| 173  | ↗180 | ↘178 | ↘171 | ↘166 | ↘142 | ↘132 |
| 2004 | 2005 | 2006 | 2007 | 2008 | 2009 | 2010 |
| ↘114 | ↘98  | ↘93  | ↗97  | ↘93  | ↗97  | ↗106 |
| 2011 | 2012 | 2013 |      |      |      |      |
| →106 | ↘105 | ↘102 |      |      |      |      |

В 2016 году в посёлке проживал 91 человек.
Социальная сфера
Ввиду малочисленности проживающего в посёлке населения, в нём отсутствуют такие объекты соцкультбыта, как магазин, школа, детский сад. Программой «Комплексное развитие социальной инфраструктуры Колыванского сельсовета Курьинского района Алтайского края на 2016-2026 годы», принятой Колыванским сельсоветом народных депутатов Курьинского района (Решение № 16 от 28.112017), в посёлке предусмотрено строительство магазина, аллеи возле памятника погибшим в годы Великой Отечественной войны воинам и сквера

## Туризм
По реке Белой проходит маршрут сплава, туристы занимаются активным отдыхом и рыбалкой. Недалеко (в 5―6 км) расположено озеро Белое, древнее поселение «Подсинюшка» и группа курганов, датируемых II—I вв. до н. э.